# Ácido de Meldrum
O ácido de Meldrum ou 2,2-dimetil-1,3-dioxano-4,6-diona é um composto orgânico de fórmula C6H8O4. Sua molécula possui um núcleo heterocíclico com quatro átomos de carbono e dois de oxigênio; a fórmula também pode ser escrita como [−O−(C(CH3)2)−O−(C=O)−(CH2)−(C=O)−]

É um sólido incolor cristalino, pouco solúvel em água. Decompõe-se no aquecimento com liberação de dióxido de carbono e acetona.

## Propriedades

### Acidez
O composto pode facilmente perder um íon hidrogênio do elemento metileno CH2 no anel (carbono 5); que cria uma ligação dupla entre ele e um dos carbonos adjacentes (número 4 ou 6) e uma carga negativa no oxigênio correspondente. O ânion resultante é estabilizado por ressonância entre as duas alternativas, de modo que a ligação dupla é deslocalizada e cada oxigênio nos carbonilos tem uma carga formal de -1/2.
A constante de ionização do ácido de Meldrum pKa é 4,97; da mesma magnitude que os ácidos carboxílicos, a dimedona e o ácido barbitúrico. No entanto, enquanto dimedona existe em solução predominantemente como o mono enol tautômero, ácido de Meldrum é quase inteiramente como a dicetona forma.
A alta acidez deste composto foi considerada anômala por muito tempo é 8 ordens de magnitude mais ácida que o malonato de dimetilo . Em 2004, Ohwada e colegas de trabalho determinaram que a estrutura de conformação que minimiza a energia coloca o orbital σ CH do próton alfa na geometria adequada para se alinhar com o π * CO, de modo que o estado fundamental apresenta uma desestabilização incomumente forte da ligação CH.

## Preparação

### Síntese original
O composto foi produzido pela primeira vez por Meldrum por uma reação de condensação de acetona com ácido malônico em anidrido acético e ácido sulfúrico .

### Sínteses alternativas
Como alternativa à sua preparação original, o ácido de Meldrum pode ser sintetizado a partir de ácido malônico, acetato de isopropenil (um derivado enol da acetona) e ácido sulfúrico catalítico.

## Usos
Como o ácido malônico e seus derivados éster, e outros compostos 1,3-dicarbonil, o ácido de Meldrum pode e serve como reagente para uma variedade de reações nucleofílicas .

### Alquilação e acilação
A acidez do carbono entre os dois grupos carbonila permite alquilação e acilação simples do ácido de Meldrum nessa posição. Por exemplo, a desprotonação e a reação com um halogeneto de alquila simples ( R−Cl ) anexa o grupo alquil ( R− ) nessa posição:
A reação análoga com um cloreto de acila ( R−(C=O)−Cl ) liga o acila ( R−(C=O)− ) ao invés:
Essas duas reações permitem que o ácido de Meldrum sirva de suporte para a síntese de muitas estruturas diferentes com vários grupos funcionais. Os produtos alquilados podem ser ainda manipulados para produzir vários compostos amida e éster. O aquecimento do produto acil na presença de um álcool leva à troca e descarboxilação do éster em um processo semelhante à síntese do éster malônico . A natureza reativa do diéster cíclico permite boa reatividade mesmo para álcoois tão prejudicados quanto o t- butanol . Cetoésteres deste tipo são úteis na síntese de pirrol de Knorr.

### Síntese de cetenos
A temperaturas superiores a 200° C O ácido de Meldrum sofre uma reação pericíclica que libera acetona e dióxido de carbono e produz um composto ceteno altamente reativo:
Estes cetenos podem ser isolados usando pirólise a vácuo flash (FVP). Os cetenos são altamente eletrofílicos e podem sofrer reação de adição com outros produtos químicos. Com essa abordagem, é possível formar novas ligações, anéis, amidas, ésteres e ácidos de C-C:
Alternativamente, a pirólise pode ser realizada em solução, para obter os mesmos resultados sem isolar o ceteno, em uma reação de uma panela . A capacidade de formar produtos tão diversos faz do ácido de Meldrum um reagente muito útil para químicos sintéticos.